# Autoserica antennalis
Autoserica antennalis är en skalbaggsart som beskrevs av Blanchard 1850. Autoserica antennalis ingår i släktet Autoserica och familjen Melolonthidae. Inga underarter finns listade.